# Hideo Tanaka
Pour les articles homonymes, voir Tanaka.
Hideo Tanaka (田中 英雄, Tanaka Hideo), né le 1er mars 1983, est un footballeur japonais. Il est milieu de terrain.